# Edward Rice (évêque)
Pour les articles homonymes, voir Edward Rice et Rice.
Edward Rice, né le 28 juillet 1960 à Saint-Louis (Missouri, États-Unis), est un prélat catholique américain, évêque de Springfield-Cape Girardeau depuis 2016.

## Biographie

### Formation
En 1987, il obtient sa maîtrise en théologie au séminaire Kenrich-Glennon (en).
Il est ordonné diacre le 3 mai 1986 par Mgr J. Terry Steib (en), alors évêque auxiliaire de Saint Louis. Il est ensuite ordonné prêtre le 3 janvier 1987, par Mgr John L. May (en), évêque diocésain de Saint-Louis.

### Ministères
Il enseigne d'abord à la St. Mary's High School (en) de 1991 à 1995, date à laquelle il devient directeur-adjoint du Cardinal Glennon College. Il est ensuite promu directeur du collège en 1996 et le reste jusqu'en 2000. Cette année-là, il reçoit la charge de curé de la paroisse Saint-Jean-Baptiste à Saint-Louis. Puis, en 2008, il met fin à cette fonction afin de devenir directeur du Bureau des vocations pour l'archidiocèse de St. Louis, charge qu'il exercera jusqu'en 2011, date à laquelle il est rappelé pour travailler au Cardinal Glennon College durant deux ans.
Le 2 juillet 2008, il est nommé aumônier de Sa Sainteté et est titré « Monseigneur » par le pape Benoît XVI.

### Épiscopat
Il est ensuite nommé évêque auxiliaire de Saint-Louis et évêque titulaire de Sufes (de) le 1er décembre 2010. Il est alors ordonné le 13 janvier 2011 par Mgr Robert Carlson, assisté de Mgrs John Gaydos et Richard Stika.
Le 25 août 2014, jour de la Saint-Louis, il célèbre le 250e anniversaire de la fondation de la ville de Saint-Louis (Missouri), commémorations lors desquelles il invite Mgr Thierry Jordan, archevêque de Reims, ainsi que le prince Louis de Bourbon, héritier du roi Louis IX.
Le  25 avril 2016 il est nommé évêque de Springfield-Cape Girardeau dans le Missouri.